# Мария Трънка
Мария Лещова Трънка е българска журналистка и общественичка.

## Биография
Родена е през 1895 г. в Ловеч. В периода 1912 – 1916 г. завършва естествени науки в Гренобъл и София. Работи като главен редактор на вестник „Селянка“, сътрудничи на вестник „Литературен глас“ и списание „Завети“. Съпруга е на юриста и дипломат Константин Трънка. Умира през 1956 г. в София.